# Kosmos 121
Kosmos 121 (ros. Космос 121) – radziecki satelita rozpoznawczy. Osiemnasty statek typu Zenit-4 należącego do programu Zenit, którego konstrukcja została oparta na załogowych kapsułach Wostok.